# Beauprea congesta
Beauprea congesta är en tvåhjärtbladig växtart som beskrevs av Virot. Beauprea congesta ingår i släktet Beauprea och familjen Proteaceae. Inga underarter finns listade i Catalogue of Life.